# Trillkobben
Trillkobben är ett skär i Åland (Finland). Det ligger i Skärgårdshavet och i kommunen Vårdö i landskapet Åland, i den sydvästra delen av landet. Ön ligger omkring 44 kilometer nordöst om Mariehamn och omkring 250 kilometer väster om Helsingfors.
Öns area är 1,1 hektar och dess största längd är 170 meter i öst-västlig riktning. Trakten är glest befolkad. Närmaste större samhälle är Vårdö, 15,6 km söder om Trillkobben.